# Щупальценосная змея
Щупальценосная змея, или герпетон (лат. Erpeton tentaculatum) — вид змей подсемейства пресноводных змей.

## Внешний вид
Характерной особенностью змеи является пара щупальцевидных выростов, покрытых мелкой чешуёй. Достигает длины 70—90 см. Тело покрыто килеватыми чешуями. Брюшные щитки, предназначенные для передвижения змей по суше, у герпетона сильно сужены и имеют два киля. Кроме того, на его коже растут водоросли, которые помогают маскироваться.

## Распространение
Индокитай.

## Образ жизни
Хотя считается, что змея никогда не покидает воду, животные периодически могут выползать на выступающие из воды предметы.

## Питание
Герпетон кормится главным образом рыбой. Готовясь к охоте, змея поворачивает голову в виде буквы «J» и так подстерегает жертву. Чтобы избежать зубов хищника, рыбе благодаря рефлекторной реакции требуются тысячные доли секунды, поэтому змея, когда жертва оказывается рядом, делает резкий рывок не головой, а хвостом, и рыба бросается прямо в пасть хищнику. В 78 % случаев охота заканчивается успешно. Промахи случаются, когда рыба не действует согласно рефлексам.

## Размножение
Самки обычно рождают от 9 до 13 детенышей. С питанием и выращиванием молодняка обычно нет никаких проблем.